# Ruth Fuehrer
Ruth Fuehrer (* 20. September 1902 in Königsberg; † 22. Juli 1966 in Gmunden) war eine deutsche Theologin und Politikerin (CDU).

## Leben
Führer legte 1922 das Abitur in Königsberg ab und studierte danach bis 1927 evangelische Theologie in Leipzig, Bethel, Rostock und Königsberg. 1926 wurde sie in Königsberg zum Lic. theol. promoviert. Der Titel wurde 1958 in Dr. theol. umgewandelt.
1927 wurde sie Stadtvikarin und 1928 Krankenhauspfarrerin in Meiningen, wo sie 1929 ordiniert wurde. 1932 wurde sie Leiterin der Mütterschule der Evangelischen Frauenarbeit in Potsdam, 1936 Sekretärin der Evangelischen Frauenarbeit in Neustadt an der Weinstraße und 1942 Leiterin des Katechetischen Amts beim Konsistorium in Königsberg, ab 1943 als Kirchenrätin. Nach der Vertreibung wurde sie 1945 Krankenhauspfarrerin in Berlin und 1946 Sachbearbeiterin der Evangelischen Frauenarbeit in Neustadt an der Weinstraße. 1948 wurde sie Stadtvikarin in Neustadt an der Weinstraße und 1949 Krankenhauspfarrerin in Ludwigshafen. Auch nach dem Eintritt in den Ruhestand 1945 leistete sie Vertretungsdienste und betrieb Vortrags- und schriftstellerische Tätigkeit.

## Politik
1933 wurde sie Mitglied der NS-Frauenschaft. 1945 trat sie der CDU bei. Für diese war sie vom 4. Juni 1947 bis zu ihrem Rücktritt am 3. Januar 1949 Mitglied im Landtag Rheinland-Pfalz. Im Landtag war sie Mitglied im Flüchtlingsausschuss. Nachrücker war Julius Pieper.

## Werke (Auswahl)
- Die Gesangbücher der Stadt Königsberg von der Reformation bis zur Einführung des Einheitsgesangbuches für Ost- und Westpreußen, Diss., Königsberg, 1927.
- Das Kirchenjahr. Ein Wegweiser für die Gemeinde, Leipzig/Hamburg [1933].
- mit Jörg Erb: Gebete für Familie und Schule, Kassel [1933].
- Schlag täglich Deine Bibel auf! Eine Anleitung zum Bibellesen, Göttingen 1935.
- Konfirmandenzeit, Göttingen 1937.
- Unsere Not um die Sakramente, Göttingen ²1937.
- Über den Tod hinaus. Ein trostreiches Büchlein, Göttingen 1938.
- Mutter, was weißt Du von Deinen Kindern?, Wuppertal [1941].
- Zuhause am Krankenbett. Wegweisung und Handreichung zur Krankenseelsorge im evangelischen Hause, Göttingen 1946.
- Christliche Unterweisung im Elternhause, Kassel 1949.
- Wir halten Taufe, Kassel 1949.
- Vom Dienst der Frau in der Gemeinde, hg. von Walter Lotz, Kassel 1950.
- Fürwahr, er trug unsere Krankheit. Eine Hilfe zur Einkehr, Gladbeck 1957.
- Von den Engeln. Eine biblische Besinnung, Gladbeck 1957.
- Besuch und Seelsorge im Krankenhaus, Göttingen 1960.